# Karol II Andegaweński
Karol II Andegaweński, zwany Kulawym (ur. 1254, zm. 5 maja 1309 w Neapolu) – król Sycylii i Neapolu, tytularny król Jerozolimy. Syn króla Neapolu i Sycylii Karola I Andegaweńskiego i Beatrycze, córki hrabiego Prowansji – Rajmunda Berengara IV.

## Wczesne lata życia
W 1268 r. otrzymał od ojca we władanie księstwo Salerno. Pomagał mu też w rządach, sprawując trzykrotnie w jego imieniu regencję. W 1270 r. został ożeniony z księżniczką Marią Węgierską. Mariaż ten służył przeciągnięciu dziadka panny młodej, Beli IV, na stronę Karola I w planowanej wojnie z Bizancjum. Wojna ta nigdy nie wybuchła, ale to małżeństwo pozwoli później Andegawenom zdobyć tron Węgier. Był bardzo nieśmiałym człowiekiem, pozbawionym wiary we własne umiejętności. W dzieciństwie przeżył wypadek i do końca życia kulał.
30 marca 1282 r. nieszpory sycylijskie pozbawiły Karola I panowania nad tą wyspą. Okrzyknięcie króla Aragonii Piotra III królem Sycylii spowodowało wojnę Andegawena z Aragonią. W czasie tych wydarzeń książę Karol z Salerno przebywał w Prowansji. Został on natychmiast wysłany przez ojca na dwór króla Francji Filipa III, gdzie miał pilnować, aby król udzielił jego ojcu obiecanej pomocy. Na dworze paryskim Karol spotkał się z życzliwym przyjęciem, a król Filip wysłał obiecane posiłki. Wkrótce potem książę powrócił do Neapolu.
Tymczasem jego ojciec, trapiony przez problemy finansowe, wpadł na pomysł jak tanio zakończyć wojnę. Postanowił mianowicie pojedynkować się z Piotrem III. Termin pojedynku (który zresztą się nie odbył) wyznaczono na 1 czerwca 1283 r. Miał on się odbyć w Bordeaux. 12 stycznia 1283 r. Karol I wyznaczył księcia Salerno regentem na czas swojej nieobecności. Miał on nadzieję, że syn w tym czasie spacyfikuje południową Italię. Karol miał jednak problemy finansowe i obawiał się niezadowolenia swoich poddanych. Musiał iść wobec nich na liczne ustępstwa. Duchowieństwo jeszcze bardziej uniezależniło się od władzy świeckiej, a możni wasale uzyskali większą samodzielność.
Aby uzyskać pieniądze na dalsze prowadzenie wojny Karol z Salerno pożyczał pieniądze od kogo się dało. Największe pożyczki zostały mu udzielone przez Kościół. Papież Marcin IV przekazał mu 90 000 uncji złota. Papieski legat, Gerard z Parmy, przyznał księciu prawo do części dochodów Kościoła w jego królestwie. Karol zaciągnął zobowiązania również u królów Francji i Anglii, bankierów z Lukki i Florencji, emira Tunisu oraz rad miejskich królestwa. Dzięki tym pożyczkom Karol mógł wyposażyć flotę prowansalską, która w kwietniu 1283 r. przybyła do Nicotery w Kalabrii, gdzie Karol przeniósł swój obóz.
Sycylii broniła wszakże niewielka, ale dobrze przygotowana flotylla aragońska pod wodzą admirała Rogera z Laurii. W lipcu 1283 r. zniszczył on eskadrę andegaweńską pod Maltą, co spowodowało kapitulację Malty, Gozo, Ischii i Capri. 
Po porażce koło Malty Andegawenowie rozpoczęli zbieranie wielkiej floty; Roger, mając dużo słabsze siły, postanowił zniszczyć flotylle wroga zanim zdołały się połączyć. 5 czerwca 1284 r. udało mu się sprowokować Karola do wyjścia z portu z jego eskadrą (ojciec zabronił mu podejmowania jakichkolwiek działań wojennych, dążąc do konsolidacji sił). W bitwie morskiej pod Neapolem Karol poniósł klęskę i dostał się do niewoli. Jego ojciec przypłynął do swojego królestwa 6 czerwca. Na wieść o niewoli syna powiedział: Kto traci głupca, nic nie traci.
Tymczasem Roger z Laurii powiadomił żonę Karola, że nie odpowiada za życie jej męża, dopóki nie zostanie uwolniona księżniczka Beatrycze, przyrodnia siostra królowej Aragonii Konstancji. Maria Węgierska uwolniła więc Beatrycze, a Roger wziął Karola na swój okręt flagowy i odpłynął do Sorrento. Tam przywitała go delegacja mieszczan, która jednak pomyliła Rogera z Karolem. Gdybyż tylko spodobało się Bogu, być schwytał ojca, jak schwytałeś syna – powiedzieli mieszczanie księciu Salerno. Karol zaśmiał się i zwrócił do Rogera: Na Boga, oto lojalni poddani króla, mego władcy. Następnie Roger i Karol odpłynęli do Mesyny.

## Król Sycylii
Karol I Andegaweński zmarł 7 stycznia 1285 r. Królem został więc Karol z Salerno (jako Karol II). Przebywał on jednak w katalońskim więzieniu, bez widoków na uwolnienie. Za wszelką cenę dążył jednak do odzyskania wolności. Następcy zmarłego w listopadzie 1285 r. Piotra III, Alfons III Aragoński i Jakub I Sycylijski, byli skłonni uwolnić Karola, jeśli ten przekaże im Sycylię i Kalabrię. Takie warunki były nie do przyjęcia dla papieża Honoriusza IV (Marcin zmarł również w 1285 r.), który zabronił Karolowi wyrażać na nie zgodę. Latem 1286 r. Karol i Alfons podpisali jednak traktat w którym Karol zrzekał się Sycylii, Malty, Reggio oraz trybutu od emira Tunisu. W zamian za wolność miał również postarać się o zniesienie ekskomunik nałożonych na aragońskich książąt i ich poddanych. Ten traktat wymagał jednak zgody papieża Honoriusza. Ten nie chciał jednak nawet słyszeć o podobnych warunkach. Karol pozostał więc w więzieniu, a wojna trwała nadal.
W 1287 r. Roger z Laurii odniósł kolejne zwycięstwo nad flotą andegaweńską. Wojska papieża Honoriusza zaatakowały Sycylię, ale po klęsce w bitwie morskiej opuściły wyspę. Honoriusz zmarł w 1287 r. Nowego papieża wybrano po upływie niemal roku. W lutym 1288 r. został nim Mikołaj IV. W czasie wakatu na tronie papieskim rolę mediatora przyjął król Anglii Edward I. W lipcu 1287 r. doprowadził do podpisania traktatu w Orolonie. Karol miał odzyskać wolność za 50 000 marek srebra. Miał dać jako zakładników swoich trzech najstarszych synów i 60 prowansalskich wielmożów. Miał w ciągu trzech lat doprowadzić do zawarcia pokoju, w przeciwnym razie ponownie trafiłby do niewoli lub utracił Prowansję.
Traktat ten nie zyskał aprobaty ani papieża Mikołaja ani króla Francji Filipa IV. Karol pozostał więc w niewoli. W 1288 r. wzrost siły gibelinów w środkowej Italii skłonił jednak papieża do ponownie powierzenia negocjacji Edwardowi I. W październiku 1288 r. podpisano traktat w Canfrancu. Karol miał odzyskać wolność na tych samych warunkach co poprzednio. Edward jednak dał za niego poręczenie majątkowe i własnych zakładników. Mając gwarancje króla Anglii Alfons uwolnił Karola i wysłał go na dwór króla Francji. Zabronił mu jednak używać tytułu króla Sycylii.
Powitanie na dworze francuskim było wielce dla Karola kłopotliwe. Król Filip IV nie miał zamiaru zawierać pokoju z Aragonią. Aragońscy posłowie towarzyszący Karolowi zostali aresztowani, a on sam, w asyście sporej liczby rycerzy, został wyprawiony do Italii. Spotkał się tam z entuzjastycznym przyjęciem gwelfów i papieża Mikołaja. W Zielone Święta 1289 r. w Rieti Karol został koronowany przez papieża na króla Sycylii. Papież zmusił go też do przyjęcia dziesięcin z dóbr kościelnych z całej Italii, które miały być przeznaczone na wojnę z Aragonią i Sycylią. Karol, człowiek bardzo honorowy, znalazł się w nie lada kłopocie. Wytrwale dążył jednak do pokoju. Okazja nadarzyła się już wkrótce.
Alfons III, zdenerwowany tym, że padł ofiarą oszustwa, zdecydował się na desant na wybrzeżu andegaweńskiego królestwa. Desant wylądował pod Gaetą, jednak wbrew oczekiwaniom Alfonsa miasto nie otworzyło przed nim bram. Przybyła natomiast armia andegaweńska (pod wodzą najstarszego syna Karola II, Karola Martela, i hrabiego Artois), która zablokowała armię aragońską. Dwa miesiące później pojawił się Karol II, zaniepokojony o los dwóch młodszych synów, przebywających w aragońskiej niewoli. Na zawarcie porozumienia nalegał również Edward I, któremu spieszno było na krucjatę. Papież nie chciał jednak słyszeć o pokoju i wysłał do Karola dwóch kardynałów, który mieli go odwieść od rokowań. Karol nie przejął się ich obecnością i podpisał traktat z Alfonsem. Kardynałowie byli tym oburzeni. Jeden z nich, Benedykt Gaetani, nigdy nie zapomniał Karolowi jego postępowania. Rozejm ten spowodował jednak, że Alfons III zaczął zastanawiać się na wycofaniem swojego kraju z wojny.
Karol wkrótce potem wyruszył do Francji. 1 listopada 1289 r. stanął na granicy francusko-aragońskiej i ogłosił chęć powrotu do niewoli. Żaden aragoński urzędnik nie zgłosił się po króla. Uczyniwszy zadość sprawie honoru Karol udał się do Paryża. 19 maja 1290 r. podpisał traktat w Senlis. Jego córka, Małgorzata Andegaweńska, poślubiła brata króla Francji i pretendenta do tronu Aragonii Karola de Valois, wnosząc mu w posagu Maine i Andegawenię. Karol de Valois miał na życzenie papieża odstąpić od wszystkich roszczeń wobec Aragonii. Król Francji miał natomiast zawrzeć pokój z Alfonsem. Wstępny traktat pokojowy podpisano 19 lutego 1291 r. w Brignoles. Karol de Valois zrzekał się pretensji do tronu aragońskiego, a Aflons III obiecał pogodzić się z papieżem. Jakub Sycylijski miał odtąd walczyć samotnie.
Sytuacja wkrótce się jednak skomplikowała. Alfons III zmarł nagle tuż przed wyjazdem do Rzymu. Tron Aragonii objął jego brat, król Sycylii, jako Jakub II. Nie zamierzał on respektować zobowiązań swojego brata. Został ekskomunikowany przez papieża. Wojna mogła więc rozgorzeć na nowo, jednak zapędy Jakuba zostały ostudzone przez Aragończyków, którzy mieli dość wojny o Sycylię. W 1292 r. Jakub zaproponował papieżowi spotkanie, jednak ten zmarł 4 kwietnia 1292 r. Tron piotrowy przez 2 lata pozostał nieobsadzony. W 1293 r. rozpoczęły się negocjacje Karola z Jakubem. Równocześnie Filip IV Piękny i jego brat prowadzili rozmowy z otoczeniem króla Aragonii. W 1294 r. Karol II doprowadził do wyboru na papieża Celestyna V. Był on całkowicie podległy jego woli, jednak po kilku miesiącach pontyfikatu zrzekł się urzędu. Zastąpił go Benedykt Gaetani, jako Bonifacy VIII. Pomimo zadawnionych sporów doszedł jednak do porozumienia z Karolem w sprawie rozwiązania kwestii sycylijskiej.
12 czerwca 1295 r. w Anagni, w obecności papieża, Jakub II zobowiązał się zwrócić Karolowi Sycylię. Miał również ożenić się z córką Karola, Blanką, której spory posag miał opłacić papież. Jakub otrzymał również Sardynię. Takie rozwiązanie nie przypadło do gustu Sycylijczykom. 12 grudnia 1295 r. syn Jakuba, Fryderyk, koronował się na króla Sycylii. Kontynuował wojnę z Karolem, jednak w całkowitej izolacji. Na przełomie 1298 i 1299 r. wyparto jego wojska z Kalabrii. Próby inwazji na Sycylię zakończyły się jednak niepowodzeniem. W 1301 r. zawarto roczny rozejm.
W 1302 r. do Italii przybył Karol de Valois, który zaatakował Sycylię. Udało mu się odnieść kilka sukcesów, ale był pozbawiony możliwości otrzymania posiłków. Z Francji jego brat słał listy przynaglające go do powrotu. W tej sytuacji Karol II i Karol de Valois zawarli 31 sierpnia pokój z Fryderykiem w Caltabellotcie. Pozostawiał on Sycylię w rękach Fryderyka. Karol II stracił już w tym czasie zainteresowanie wyspą, koncentrując się na zdobyciu dla swojej dynastii tronu Węgier, co ostatecznie udało się w 1308 r., kiedy na tronie w Budzie zasiadł jego wnuk, Karol Robert.

## Ostatnie lata
Ostatnie lata życia Karol spędził w Neapolu, przyczyniając się do rozbudowy i upiększenia swojej stolicy. W 1304 i 1305 r. udało mu się roztoczyć swoją zwierzchność nad Piemontem i Lombardią. Zmarł w Neapolu 5 maja 1309 r., w wieku 55 lat. Przeżył swoich dwóch najstarszych synów. Karol Martel zmarł w 1295 r., a Ludwik z Tuluzy w 1297 r. Tron Neapolu odziedziczył więc trzeci syn Karola, Robert I Mądry.
Steven Runciman tak scharakteryzował Karola: Karol z Salerno, albo Karol Kulawy, jak go nazwano z przyczyny kalectwa, posiadał cechy typowe dla syna wychowanego przez surowego i apodyktycznego ojca. Nie wierzył we własne siły, a niewiarę tę pogłębiała jeszcze świadomość, że dał się wziąć do niewoli, i więzienne upokorzenia. Był skryty i cierpliwy, posiadał też wrażliwość, na której tak bardzo zbywało Karolowi, zaś serdeczność i ciepło jak najbardziej przystawały do wizerunku ojca czternaściorga dzieci. Pod koniec życia okazał się władcą roztropnym i sprawiedliwym, bystrym i przenikliwym dyplomatą (...).

## Małżeństwo i potomkowie
W 1270 r. Karol ożenił się z Marią (ok. 1257 – 25 marca 1323), córką króla Węgier Stefana V i Elżbiety, córki chana Kumanów. Karol i Maria mieli razem dziewięciu synów i pięć córek:
- Karol Martel (8 września 1271 – 12 sierpnia 1295), pretendent do tronu Węgier, ojciec Karola Roberta
- Małgorzata (1273 – 31 grudnia 1299), żona Karola de Valois
- Ludwik (9 lutego 1274 – 19 sierpnia 1297), święty, biskup Tuluzy
- Robert I Mądry (1277 – 20 stycznia 1343), król Neapolu
- Filip I (10 listopada 1278 – 26 grudnia 1332), książę Tarentu
- Rajmund Berengar z Andrii (1279/1282–1307)
- Blanka (1280 – 14 października 1310), żona króla Aragonii Jakuba II Sprawiedliwego
- Jan (1283 – po 16 marca 1308), ksiądz
- Tristan (1284 – przed 1288)
- Eleonora (sierpień 1289 – 9 sierpnia 1341), żona króla Sycylii Fryderyka II
- Maria (1290 – ok. 1346), żona króla Majorki Sancha I Pokojowego i Jaime de Ejerica
- Piotr Tempesta (1291 – 29 sierpnia 1315), hrabia Gravina
- Jan (1294 – 5 kwietnia 1336), książę Durazzo
- Beatrycze (1295 – ok. 1321), żona Azzo VIII d’Este, markiza Ferrary, i Bertranda III de Baux, hrabiego Andrii